# جرعة الموز المكافئة

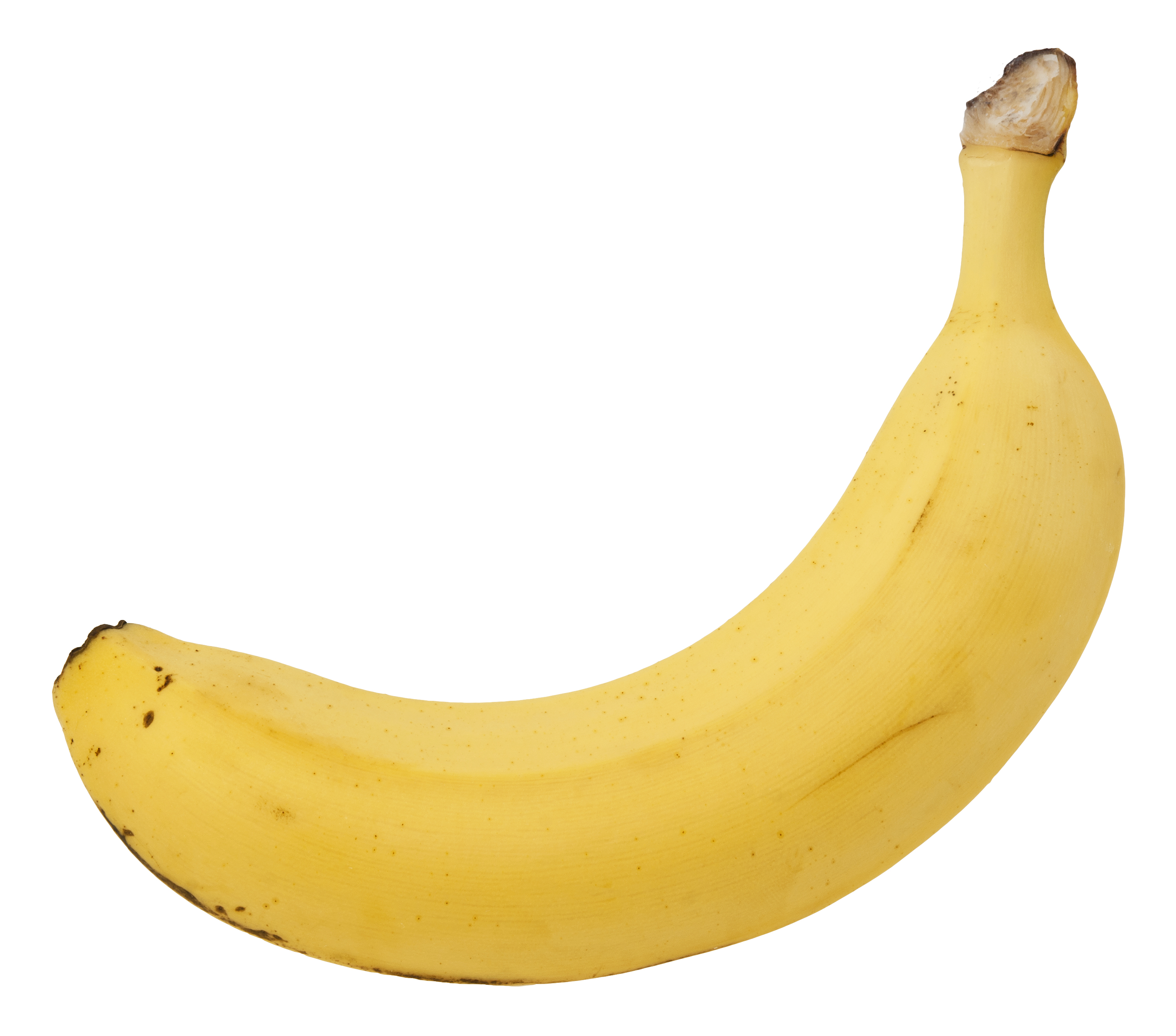
الموز يحتوي على المواد المشعة التي تحدث بشكل طبيعي في شكل البوتاسيوم -40.

جرعة الموز المكافئه هو قياس غير رسمي من التعرض الإشعاعي المؤين، المقصود كمثال تعليمي عام لمقارنة جرعة من النشاط الإشعاعي للجرعة واحدة يتعرض لها عن طريق تناول موز متوسط الحجم واحد. الموز يحتوي على نظائر مشعة تحدث بشكل طبيعي، وخاصة البوتاسيوم 40 (40K). ويرتبط واحد في كثير من الأحيان إلى 0.1 زيفرت. ومع ذلك، في الممارسة العملية، هذه الجرعة ليست تراكمية، حيث يتم إفراز العنصر المشع الرئيسي للحفاظ على التوازن الأيضي. والمقصود فقط إعلام الجمهور عن وجود مستويات منخفضة جدا من النشاط الإشعاعي الطبيعي داخل الغذاء الطبيعي وليس قياس الجرعة المعتمدة رسميا. 

## تاريخ
ولا شك في أن أصول هذا المفهوم غير مؤكدة، ولكن يمكن الإشارة في وقت مبكر إلى القائمة البريدية للسلامة النووية في رادزاف في عام 1995، حيث ذكر غاري مانسفيلد من مختبر لورانس ليفرمور الوطني أنه وجد "جرعة موز مكافئة" مفيدة جدا في محاولة لشرح الجرعات التي لا متناهية الصغر (والمخاطر اللانهائية المقابلة) لأفراد الجمهور ". واقترحت قيمة 9.82 × 10-8 زيفرت أو حوالي 0.1 μSv للموز 150 غرام. 

## الاستخدام
جرعة الموز المكافئة هي قياس غير رسمي، لذلك أي معادلات بالضرورة تقريبية، ولكن وجد من المفيد من قبل البعض كوسيلة لإعلام الجمهور حول مخاطر الإشعاع النسبية. 

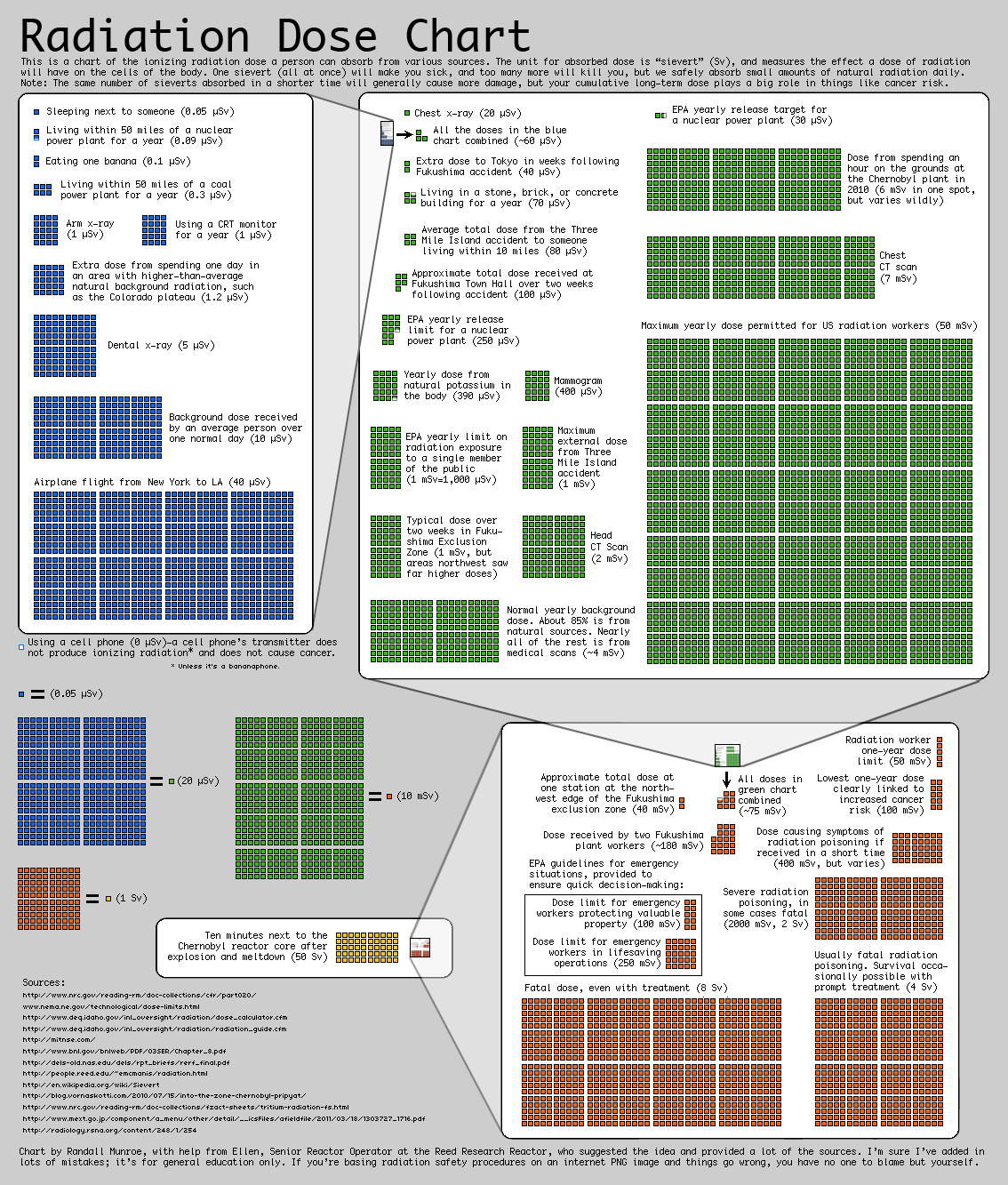
الجرعات التقريبية من الإشعاع في زيفرت، تتراوح بين تافهة إلى قاتلة (من راندال مونرو)

يبلغ التعرض للإشعاع من استهلاك الموز حوالي 1٪ من متوسط التعرض اليومي للإشعاع، وهو 100 جرعة مكافئة للموز (بيد). الحد الأقصى المسموح به للتسرب الإشعاعي لمحطة طاقة نووية يعادل 2500 بيد (250 ميكرولتر) في السنة، في حين أن المسح المقطعي الصدر يسلم 70,000 بيد (7 مسف). الجرعة المميتة من الإشعاع حوالي 35,000,000 بيد (3500 ملي سيفرت). شخص يعيش 16 كيلومترا (10
  ميل) من المفاعل النووي لجزيرة ثري مايل إسلاند تلقت ما متوسطه 800 سرير من التعرض للإشعاع خلال حاى ث عام 1979.

## حساب الجرعة

### مصدر النشاط الإشعاعي
المصدر الطبيعي الرئيسي للنشاط الإشعاعي في الأنسجة النباتية هو البوتاسيوم: 0.0117٪ من البوتاسيوم التي تحدث بشكل طبيعي هو غير مستقر البوتاسيوم النظير 40 (40K). ويتحلل هذا النظير بنصف عمر يبلغ حوالي 1.25 بليون سنة (4 × 1016 ثانية)، وبالتالي فإن النشاط الإشعاعي للبوتاسيوم الطبيعي يبلغ حوالي 31 بيكريل / غرام، بمعنى أنه في غرام واحد من العنصر، سيتحلل حوالي 31 ذرة كل ثانيه. النباتات تحتوي بشكل طبيعي على الكربون المشع 14 (14C)، ولكن في الموز التي تحتوي على 15 غراما من الكربون وهذا لن يعطي سوى حوالي 3 إلى 5 أشعة بيتا في الثانية الواحدة. منذ الموز نموذجي يحتوي على حوالي نصف غرام من البوتاسيوم، وسوف يكون نشاط ما يقرب من 15 بق. على الرغم من أن كمية الموز الواحد صغيرة من الناحية البيئية والطبية، فإن النشاط الإشعاعي من حمولة شاحنة من الموز قادر على إحداث انذار كاذب عندما يمر من خلال مراقبة البوابة الإشعاعية المستخدمة للكشف عن تهريب محتمل للمواد النووية في الموانئ الأمريكية. 
ويعرف امتصاص الجرعة من المواد التي يتم تناولها على أنها جرعة ملتزمة، وفي حالة التأثير الكلي على الجسم البشري للمحتوى الإشعاعي للموز، سيكون «الجرعة الفعالة الملتزمة». ويعطى ذلك عادة كجرعة صافية على مدى فترة 50 سنة ناتجة عن تناول المواد المشعة. 
ووفقا لوكالة حماية البيئة الأمريكية (إيبا)، فإن البوتاسيوم النقي النظير 40 يعطي جرعة ملتزمة يعادل 5.02 نانوسيفرتس أكثر من 50 عاما لكل بيكيريل التي يتم تناولها من قبل الكبار في المتوسط. باستخدام هذا العامل، جرعة موز واحد الموز يخرج كما حوالي 5.02 نسف / بق × 31 بق / ز × 0.5 ز ≈ 78 نسف = 0.078 μSv. في منشورات غير رسمية، يرى المرء في كثير من الأحيان هذا التقدير تقريب يصل إلى 0.1 ميكرولتر. اللجنة الدولية للوقاية الإشعاعية تقدر معامل 6.2 نسف / بق لتناول ابوتاسيوم -40، مع هذا المسند وبيد حساب سيكون 0.096 μSv، أقرب إلى القيمة القياسية من 0.1 μSv. 

### تجريب الجرعة المكافئة للموز
وتشير عدة مصادر إلى أن «الجرعة المكافئة الموز» هو مفهوم معيب، لأنه في الواقع استهلاك الموز لا يزيد من التعرض للبوتاسيوم المشع. 
الجرعة الملتزمة في جسم الإنسان بسبب الموز ليست تراكمية لأن كمية البوتاسيوم (وبالتالي من 40K) في جسم الإنسان ثابتة إلى حد ما بسبب التوازن، بحيث يتم تعويض أي فائض يمتص من الطعام بسرعة عن طريق القضاء على كمية مساوية. 
ويترتب على ذلك أن التعرض الإشعاعي الإضافي بسبب تناول الموز يستمر فقط لبضع ساعات بعد الابتلاع، أي الوقت الذي يستغرقه لاستعادة محتوى البوتاسيوم الطبيعي للجسم عن طريق الكلى. أما عامل تحويل وكالة حماية البيئة (إيبا)، من ناحية أخرى، فيستند إلى متوسط الوقت اللازم للخلط النظيري لنظائر البوتاسيوم في الجسم للعودة إلى النسبة الطبيعية بعد أن يزعجها ابتلاع 40K النقي الذي افترضته وكالة حماية البيئة 30 يوما. إذا تم تخفيض الوقت المفترض للإقامة في الجسم بعامل من عشرة، على سبيل المثال، سيتم تخفيض الجرعة الممتصة المقدر المقدرة بسبب الموز في نفس النسبة.
ويمكن مقارنة هذه المبالغ مع التعرض بسبب محتوى البوتاسيوم الطبيعي للجسم البشري، 2.5 غرام للكيلوغرام، أو 175 غراما في البالغين 70 كجم. وهذا البوتاسيوم تولد بطبيعة الحال 175 غرام × 31 بق / ز ≈ 5400 بق من الاضمحلال الإشعاعي، باستمرار من خلال حياة الشخص الكبار. 

## الإشعاع من الأطعمة الأخرى
المواد الغذائية الأخرى الغنية بالبوتاسيوم (وبالتالي في 40K) وتشمل البطاطا، والفاصوليا، وبذور عباد الشمس، والمكسرات. المكسرات البرازيلية على وجه الخصوص ليست غنية فقط في 40K ولكن قد تحتوي أيضا على كميات كبيرة من الراديوم، والتي تم قياسها في ما يصل إلى 444 بيكريل / كغ (12 نسي / كلغ). بعض أنواع ملح الطعام يمكن أن تحتوي على كميات ضئيلة من الراديوم. بينما يحتوي التبغ على آثار الثوريوم والبولونيوم واليورانيوم. 